# UFC on FX: Alves vs. Kampmann
UFC on FX: Alves vs. Kampmann (também conhecido como UFC on FX 2) é um evento de artes marciais mistas do Ultimate Fighting Championship ocorrido em 2 de março de 2012 (3 de março na Australia) na Allphones Arena em Sydney, Austrália. Esse também foi o evento de número 200 do UFC.
O evento apresentou as semifinais do torneio do Peso-Mosca do UFC.

## Card Oficial
Nota 1 Semifinal do Torneio dos Moscas.

Nota 2 Semifinal do Torneio dos Moscas; Johnson havia sido anunciado incorretamente como vencedor.

## Torneio dos Pesos Moscas
|  | Semifinais UFC on FX 2 / UFC on FX 3 | Semifinais UFC on FX 2 / UFC on FX 3 | Semifinais UFC on FX 2 / UFC on FX 3 |                    |                | Finais UFC 152   | Finais UFC 152 | Finais UFC 152 |  |
|  |                                      |                                      |                                      |                    |                |                  |                |                |  |
|  | Estados Unidos                       | Joseph Benavidez                     | TKO                                  |                    |                |                  |                |                |  |
|  | Estados Unidos                       | Joseph Benavidez                     | TKO                                  |                    |                |                  |                |                |  |
|  | Japão                                | Yasuhiro Urushitani                  | 2                                    |                    |                |                  |                |                |  |
|  | Japão                                | Yasuhiro Urushitani                  | 2                                    |                    | Estados Unidos | Joseph Benavidez | 5              |                |  |
|  |                                      |                                      |                                      |                    | Estados Unidos | Joseph Benavidez | 5              |                |  |
|  |                                      |                                      | Estados Unidos                       | Demetrious Johnson | DD             |                  |                |                |  |
|  | Estados Unidos                       | Demetrious Johnson[a]                | Estados Unidos                       | Demetrious Johnson | DD             | DU               |                |                |  |
|  | Estados Unidos                       | Demetrious Johnson[a]                |                                      |                    |                |                  |                |                |  |
|  | Estados Unidos                       | Ian McCall                           | 3                                    |                    |                |                  |                |                |  |

a.^  A primeira luta da semifinal entre Johnson e McCall no UFC on FX 2 terminou em um empate majoritário (29-28, 28-29, 28-28). Johnson derrotou McCall em uma revanche no UFC on FX 3.

## Bônus da Noite
- Luta da Noite (Fight of the Night):  Demetrious Johnson vs  Ian McCall
- Nocaute da Noite (Knockout of the Night):  Joseph Benavidez
- Finalização da Noite (Submission of the Night):  Martin Kampmann